# 代父母
代父母（だいふぼ、英: godparent）とは、キリスト教の伝統的教派において、洗礼式に立会い、神に対する契約の証人となる役割の者を言う。
男性の場合代父（だいふ、英: godfather）、女性の場合代母（だいぼ、英: godmother）という。また正教会では代父母による被後見人を代子（だいし、英: godchild）という。聖公会などでは教父母との語が相当する。
なお、日本国内の英和辞書や翻訳において、godparent、godfather、godmother等に、代父母は時に洗礼名を選択することもあるためか、日本語訳を名付け親とする例が散見されるが、国内のキリスト教団体では名付け親の訳語は用いておらず、さらに英語辞書においても名付けに言及してはいない。また、洗礼名を選択するのは代父母に限らず、乳幼児洗礼においては父母や祖父母が選択する場合も多く、成人洗礼においては原則本人が選択する。

## 概説
代父母は、洗礼の立会人となるばかりでなく、洗礼後も、教会生活における親として、信仰生活の導き手となることが求められている。しかし現代ではこうした信仰面での代父母の役割は形骸化しているとする指摘もある。
ラテン系のカトリック社会では代父母制度はコンパドラスゴ(西: compadrazgo)と呼ばれ、相互扶助を目的とした擬似的な親族を形成する社会制度となっている。代父母は子供の人生の節目にはプレゼントを贈り、実の父母が死亡した場合には後見人となるなど、子供の成長に関心を寄せ支援することが求められる。ヨーロッパのカトリック社会では、実親の父方と母方の双方の親族から代父母を選び、親族の結束を強める利用法が多い。
幼児洗礼の場合、多くの教会で、代父母は必須である。一部の教派では、成人洗礼の場合教会法では代父母を必須としないことがある。しかし多くの場合、慣例に基づき、成人洗礼でも代父母を立てることが多い。プロテスタント教会には、多く代父母を立てない教派がみられる。
教派によって、婚姻上の禁忌を、血縁上親を同じくする兄弟姉妹らと同じく、代父母の子に適用するところがある。たとえば正教会の教会法では、代父母が代子と結婚することは禁止される。一方、聖公会では教父母が代子と結婚することが禁じられているのは正教会と同様であるが、正教会では代父母の両方を夫婦一組で務める事は稀なのに対し、聖公会の教父母は夫婦で務める事が一般的である。
ユダヤ教では代父母のような役割はサンダークが担っている。

## 制限
2017年、シチリア島のカトリック教会の司祭は、教区内で行われる洗礼式でマフィアが代父（ゴッドファーザー）になることを禁じる教令を出した。